# Hochgrat
Le Hochgrat (littéralement « haute arête ») est un sommet des Alpes, à 1 834 m d'altitude, dans les Alpes d'Allgäu, et en particulier le point culminant du chaînon de Nagelfluh, en Allemagne (Bavière).